# Noel Thatcher
Noel Thatcher (23 gennaio 1966) è un ex atleta paralimpico britannico.

## Biografia
Ipovedente sin dalla fanciullezza, a dieci anni è entrato in una scuola specializzata, dove ha scoperto la sua passione per l'atletica. Dopo vari tornei scolastici e con l'incoraggiamento di amici e insegnanti, ha raggiunto il livello della nazionale ed ha partecipato in successione a tutte le Paralimpiadi dal 1984 al 2004. Inizialmente gareggiava sulle distanze brevi, ma in seguito si è stabilizzato sul mezzofondo, specialmente sulle distanze di 5000 e 10000 metri piani.
Dopo aver vinto due medaglie d'oro alle Paralimpiadi di Atlanta, nel 1997 è stato nominato Membro dell'Ordine dell'Impero Britannico (MBE). Un'altra onorificenza gli è giunta nel 2009, quando è stato incluso nella England Athletics Hall of Fame. Nel 2004 è stato portabandiera per la delegazione sportiva britannica alle Paralimpiadi di Atene. Nella sua vita privata, oltre allo sport, ha fatto il massofisioterapista ed è sposato con Yumi, di origine giapponese.

## Palmarès
| Anno | Manifestazione       | Sede                      | Evento            | Risultato | Prestazione | Note  |
| ---- | -------------------- | ------------------------- | ----------------- | --------- | ----------- | ----- |
| 1984 | Giochi paralimpici   | New York Stoke Mandeville | 400 m piani B3    | Argento   | 51"29       |       |
| 1988 | Giochi paralimpici   | Seul                      | 800 m piani B2    | Oro       | 1'57"83     |       |
| 1988 | Giochi paralimpici   | Seul                      | 1500 m piani B2   | Argento   | 4'09"84     |       |
| 1992 | Giochi paralimpici   | Barcellona                | 800 m piani B2    | Bronzo    | 1'57"17     |       |
| 1992 | Giochi paralimpici   | Barcellona                | 1500 m piani B2   | Oro       | 3'56"33     | [ 4 ] |
| 1992 | Giochi paralimpici   | Barcellona                | 4×400 m B1        | Argento   | 3'23"28     |       |
| 1996 | Giochi paralimpici   | Atlanta                   | 5000 m piani T11  | Oro       | 15'24"66    |       |
| 1996 | Giochi paralimpici   | Atlanta                   | 10000 m piani T11 | Oro       | 32'20"27    |       |
| 2000 | Giochi paralimpici   | Sydney                    | 5000 m piani T12  | Oro       | 14'56"47    |       |
| 2000 | Giochi paralimpici   | Sydney                    | 10000 m piani T12 | Bronzo    | 32'17"79    |       |
| 2002 | Mondiali paralimpici | Lilla                     | 5000 m piani T12  | Oro       |             |       |
| 2002 | Mondiali paralimpici | Lilla                     | 10000 m piani T13 | Argento   |             |       |
| 2003 | Europei paralimpici  | Assen                     | 10000 m piani T12 | Oro       | 32'32"65    |       |
| 2004 | Giochi paralimpici   | Atene                     | 5000 m piani T12  | 4º        | 15'16"59    |       |
| 2004 | Giochi paralimpici   | Atene                     | 10000 m piani T13 | 4º        | 32'20"76    |       |
| 2005 | Europei paralimpici  | Espoo                     | 10000 m piani T12 | Bronzo    | 32'53"71    |       |